# Chce věno a ne ženu
Chce věno a ne ženu (v italském originále Voglia di dote e non di moglie) je opera buffa (dramma giocoso per musica) o dvou jednáních českého skladatele Františka Josefa (Benedikta) Dusíka na libreto Francesca Aventiho. Její premiéru uvedlo v karnevalové sezóně roku 1812 (tj. koncem roku 1811 nebo začátkem roku 1812) divadlo Teatro Civico v Alessandrii.

## Vznik, charakteristika a historie
Skladatel František Josef Dusík po pobytu v Lublani (1790–1800) opustil toto město a svou rodinu a v následující době Napoleonských válek pobýval na různých místech v severní Itálii, kde působil jako vojenský kapelník u různých vojsk a současně komponoval pro italská divadla opery, vesměs v žánru opera buffa. Zpočátku působil v Benátkách, poté zejména v Lombardii a počátkem 2. desetiletí 19. století v Piemontu, jak dokládají místa premiér jeho oper z této doby (Milán, Brescia, Bergamo, Cremona, Turín, Alessandria). Poslední operou, která v této oblasti byla uvedena, než se Dusík po pádu Napoleonovy vlády v Itálii navrátil do Benátska, byla dvouaktová komická opera Chce věno a ne ženu, již uvedlo divadlo v piemontském městě Alessandria o karnevalu roku 1812 (tj. koncem roku 1811 nebo začátkem roku 1812).
Dusík tentokrát použil již existující libreto. Jeho autorem je plukovník hrabě Francesco Aventi (1779–1858), ředitel městského divadla ve Ferraře, který napsal i několik libret, z nichž nejznámější je libreto k Rossiniho opeře Ciro in Babilonia. Libreto Chce věno a ne ženu vzniklo pro mladého neapolského skladatele Carla Cocciu (1782–1873), jehož verze měla premiéru v Teatro Comunale ve Ferraře o karnevalu roku 1809.
O ohlasu a případných jiných inscenacích této opery nejsou zprávy, její partitura se však dochovala. O karnevalu 1812 se též v Turíně hrál duet pro dva hlasy a klavír Paventi il cor timido, o němž se dusíkovský badatel Matjaž Barbo domnívá, že mohl být z této opery.

## Postavy
- Prospero, syndik z Pianora
- Ninetta, jeho dcera
- Lucindo, důstojník, Prosperův žák, zamilovaný do Ninetty
- Merlino, předstíraný markýz di Rocca d'oro, určený za Ninettina manžela
- Fabbrizio, obecní tajemník
- Lisetta, Ninettina komorná
- Lékárník, holič, kovář, sýrař, krejčí, švec; zaměstnanci magistrátu, služebnictvo[4]

## Děj opery
Odehrává se ve městě Pianoro.

### 1. dějství
(1. obraz – Náměstí s otevřenými krámy) Řemeslníci komentují důležitou novinu: Ninetta, dcera městského syndika Prospera, se má vdávat za vznešeného a bohatého markýze. Sňatek byl dojednán korespondenčně za zprostředkování obecního tajemníka Fabbrizia, který tuto událost zvláště oslavuje. Potěšený Prospero děkuje občanům za blahopřání a připomíná, jakou ctí je toto spojení pro něj, pro město i pro celou zemi (introdukce Qual onor per il paese).
Komorné Lisettě se zdá, že už slyší přijíždět nápadníkův kočár. Rozdychtěný Prospero ji posílá vyhlížet a sám odvádí řemeslníky, aby s nimi secvičil slavnostní uvítání. Fabbrizio si mne ruce: údajný markýz je ve skutečnosti jeho kumpán Merlino, se kterým se chtějí zmocnit Ninetty a hlavně jejího bohatého věna.
(2. obraz – Pokoj v hostinci) Merlino dorazil a ubytoval se v hostinci. Má s podvory dobrou zkušenost z různých koutů Evropy (árie Che piacer girando il mondo). Fabbrizio za ním přichází a potvrzuje, že je vše připraveno. Prospero i celé město považují Merlina za urozeného pána a vzácnou partii. Je tu jen jedna potenciální překážka: Ninetta byla zamilována do Lucinda, svěřence jejího otce. Prospero měl sice chlapce rád, ale jeho svazku s Ninettou nebyl nakloněn a Lucindo odešel před třemi lety k vojsku. Snad nebude Ninettina láska stát jejich plánu v cestě.
(3. obraz – Místnost v Prosperově domě) Ninetta stále miluje Lucinda a zlobí se na otce, že ho poslal pryč a namluvil jí jiného manžela (árie Donne care, il nostro stato). Poslala Lucindovi dopis o tom, co se chystá. Fabbrizio přivádí Merlina a ten se pokouší Ninettu svádět, ale ta ho rrázně a urážlivě odmítá (duet Nel vederti, o Luna mia).
Když odejdou, vstupuje Lucindo (árie Deh rendi all'alma). Obdržel Ninettin dopis a doufá, že dívku přece jen získá. V armádě si vysloužil slávu a důstojnickou hodnost a doufá v náklonnost dívčina otce. Ninetta ho vítá a stěžuje si na Prospera. Lucindo s ním chce promluvit. Když Prospero přijde, je sice rád, že Lucinda vidí, ale hlavně proto, že nebude chybět při tak slavné události, jako je Ninettina svatba s markýzem.
Než Lucindo zareaguje, přibíhá Lisetta a Fabbrizio ohlašuje markýze. Merlino zahrnuje Prospera projevy úcty a ten je celý v rozpacích. Ninetta s Lucindovou podporou sice oponuje, že miluje jiného, ale otec její řeč rázně utne. Než se věc zcela vyřeší, zazní zvon svolávající městskou radu k zasedání. Prospero pověřuje Lucinda, aby markýze doprovodil zpátky do hostince, a sám odvádí Ninettu, aby mu pomohla s převlečením (kvartet Al primero magistrato … Deh padre ascoltami … Maledetta la campana). Fabbrizio je nečekaným objevením se Lucinda vyveden z míry, protože s vojáky je nebezpečné se dávat do sporu, zejména o ženy (árie Il militar che sprezza).
(4. obraz – Pokoj v hostinci) Lucindo doprovodil Merlina do hostince, ale upozorňuje ho, že Ninetta už má nápadníka a tím je on, kapitán Lucindo. Varuje Merlina před tím, aby se o jeho milou ucházel, jinak ho vyzve na souboj. Merlino předstírá šlechtickou pýchu a odvahu, ale ve skutečnosti má strach (árie Quando sento sfidarmi a duello … È questa ddesra un fulmino). Zachrání ho Fabbrizio, který ohlašuje příchod městského syndika a celé městské rady. Prospero nabubřelými slovy děkuje markýzi za čest, kterou sňatkem s jeho dcerou prokazuje jemu a celému městu. Merlino mu ale sděluje, že si na Ninettu dělá nárok Lucindo a chce ho vynutit silou. Prospero je proradností svého oblíbeného žáka pohoršen. Lucindo vytáhne na Merlina meč a falešný markýz hledá záchranu o přítomných. Uvítání tak končí ve zmatku (finále Il segretario del sindicato … Come il sol suoi raggi spande … Ah briccone, hai già parlato).

### 2. dějství
(1. obraz – Místnost v Prosperově domě) Fabbrizio vidí, že je třeba změnit taktiku. Ostatně jejich cílem nebylo nikdy získat Ninettu, ale její věno. Ukryje se, když přicházejí Lucindo a Lisetta. Ninettě sice rozzlobený otec zakázal se s Lucindem stýkat, ale Lucindo se dostal dovnitř s pomocí Lisetty. Ta ho chválí, že se na ni obrátil: umí docenit, jakou cenu má chytrá komorná (árie È un tesor che non ha prezzo). Ninetta přichází a Lucindo ji brzy přesvědčí, aby s ním v noci utekla (árie Quando di folte tenebre).
(2. obraz – Pokoj v hostinci) Merlino má námluv už po krk a chce zmizet. Fabbrizio mu sděluje změnu plánu: cílem je ukrást věno, které Prospero připravil a ukryl do skříně ve sklepení, kam se v noci nikdo neodváží, protože prý tam straší čert. Fabbrizio navíc ukradl Prosperovi klíče od oné skříně a dává ho Merlinovi, který má jako budoucí zeť do Prosperova domu volný přístup. Spiklenci si dávají sraz v noci na náměstí.
(3. obraz – Místnost v Prosperově domě) Lucindo má obavy, že otec Ninettu donutí podepsat svatební smlouvu s markýzem. Ninetta přibíhá s dotěrným Marlinem v patách. Lucindo vytáhne dvě pistole, pro sebe a pro Ninettu, a společně chtějí markýze přimět, aby sepsal závazný dokument, kterým se sňatku s Ninettou vzdává. To je pro Merlina problém, protože neumí psát. Pod záminkou třasu ruky přesvědčí Lucinda, aby listinu sepsal sám a on ji jen podepsal. Tak se i stane, ale pak Merlina napadne lest a milencům tvrdí, že listina neplatí, protože není opatřena pečetí. Lucindo a Ninetta mu uvěří a zoufají si: jediným řešením pro ně bude skutečně útěk (tercet Se la tua vita hai cara).
Když všichni odejdou, objeví se Prospero. Již zítra má být svatba, a proto je třeba vyzvednout věno ze sklepení, byť tam údajně straší duch jeho báby. Nerad se loučí s penězi, ale utěšuje se myšlenkou, že z jeho dcery bude markýza (árie È una figlia da marito).
(4. obraz – Podzemní sklepení v Prosperově domě) Merlino sestoupil do sklepení a přece jen má trochu strach. Tím spíše se vyděsí, když ve tmě uslyší cizí kroky. Je to Prospero a zprvu má Merlina za ducha své báby a on jeho za čerta. Merlino se jako první dovtípí, jak se věci mají, a využije situaci ve svůj prospěch: předstírá hlas Prosperovy báby a přiměje ho k odchodu (duet Oh, che voce sepolcrale?). Pak Merlin otevírá skříň, ale podaří se mu ukrást jen váček s penězi; zbytek je zamčen ve zvláštní části skříně, ke které nemá klíč.
(5. obraz – Náměstí, hluboká noc) Na náměstí se v hluboké noci vyskytnou Merlino, který zde má po loupeži sraz s Fabbriziem; Lucindo a Ninetta provázená Lisettou, kteří se chystají potají utéci z města; a Prospero, který se chce po hrůzném setkání s bábiným duchem projít na čerstvém vzduchu. Všichni na sebe navzájem narazí, dochází k mnoha záměnám a přitom tropí takový ruch, že probudí sousedy, kteří jim vyčítají rušení nočního klidu. Když jsou přineseny lucerny, dokáží všichni Prosperovi více méně přesvědčivě vysvětlit, proč se potloukají kolem jeho domu uprostřed noci, ale útěk Ninetty a Lucinda je v každém případě zmařen (kvintet se sborem È la notte già avanzata … Cosa fù? Chi grida ajuto?). Jediný, kdo nebyl přistižen, je Fabbrizio. Ten se znepokojen, že se nemohl setkat se svým komplicem. Vyráží za ním tedy do hostince. Snad se mu loupež podařila a získali věno bez ženy (árie Se finor ridente il volto).
(6. obraz – Místnost v Prosperově domě) Je nad ránem. Prospero je dosud rozrušený událostmi dnešní noci, ale doufá, že se snad duch jeho báby jíž se svítáním vytratil, a vydává se přemístit věno na příhodnější místo. Narazí na Ninettu; je na ni rozzloben a připomíná jí, že musí uposlechnout jeho příkazů. Ninetta ztrácí naději (árie Quando mai, crudele amore). Tu Prospero přibíhá s Lisettou a s křikem, že byl oloupen. Vzápětí Lucindo přivádí Merlina a Fabbrizia, které přistihl, jak si rozdělovali lup. Merlino se ihned omlouvá, dokládá Fabbriziovu spoluvinu, prosí Prospera o odpuštění a přimlouvá se za Ninettu a Lucinda. Prospero oběma podvodníkům odpouští, dává dceru Lucindovi a všichni se radují (finále Me meschini, io son perduto … È scoperto il tradimento … In tal joja, in tal contento).